# Фукус
Фукусът е род от клас Кафяви водорасли, срещащ се предимно в северното полукълбо, разпространен по скалистите брегове на интертидалните зони. От рода има сравнително малко видове.

## Основни характеристики
Това са многогодишни водорасли с дължина от около 2 до 50 см. Издържат на промени в температурата. При някои видове мъжките и женските полови органи могат да се срещнат в един и същ организъм.